# Allium umbilicatum
Allium umbilicatum är en amaryllisväxtart som beskrevs av Pierre Edmond Boissier. Allium umbilicatum ingår i släktet lökar, och familjen amaryllisväxter. Inga underarter finns listade i Catalogue of Life.